# Кушла (село)
Ку́шла (болг. Кушла) — село в Смолянській області Болгарії. Входить до складу общини Златоград.

## Населення
За даними перепису населення 2011 року у селі проживали 73 особи, усі — болгари.
Розподіл населення за віком у 2011 році:
Динаміка населення: